# Коутс (Канзас)
Коутс (енгл. Coats) град је у америчкој савезној држави Канзас.

## Демографија
По попису из 2010. године број становника је 83, што је 29 (-25,9%) становника мање него 2000. године.
| Група             | 2000.       | 2010.      |
| Белци             | 105 (93,8%) | 73 (88,0%) |
| Афроамериканци    | 0 (0,0%)    | 0 (0,0%)   |
| Азијати           | 0 (0,0%)    | 0 (0,0%)   |
| Хиспаноамериканци | 5 (4,5%)    | 7 (8,4%)   |
| Укупно            | 112         | 83         |